# No Role Modelz
No Role Modelz è un singolo del rapper statunitense J. Cole, pubblicato il 4 agosto 2015 come terzo estratto dal suo terzo album in studio 2014 Forest Hills Drive.

## Descrizione
Il brano campiona il brano del 2001 di Project Pat Don’t Save Her ed è stato prodotto da Phonix Beats e J. Cole stesso. Inoltre, contiene uno spezzone di un discorso del 43º presidente degli Stati Uniti George W. Bush.
Nel brano J. Cole cita diverse celebrità, fra cui Martin Luther King, Will Smith, Jada Pinkett Smith, Trina, Lisa Bonet, Nia Long, Sade Adu e Aaliyah e anche Phil e Vivian Banks, due personaggi della serie TV Willy, il Principe di Bel-Air.

## Tracce
Testi di Jermaine Cole, Darius Barnes, Marvin Whitemon, Paul Beauregard, Jordan Houston, Tenina Stevens, Earl Stevens, Dannell Stevens, Brandt Jones e George W. Bush, musiche di Phonix Beats, J. Cole e DJ Dahi.
1. No Role Modelz – 4:52

## Classifiche

### Classifiche settimanali
| Classifica (2015-2023) | Posizione massima |
| ---------------------- | ----------------- |
| Australia              | 40                |
| Canada                 | 62                |
| Islanda                | 32                |
| Lettonia               | 13                |
| Lituania               | 50                |
| Nuova Zelanda          | 22                |
| Portogallo             | 114               |
| Slovacchia             | 85                |
| Stati Uniti            | 36                |
| Sudafrica              | 67                |

### Classifiche di fine anno
| Classifica (2021) | Posizione |
| ----------------- | --------- |
| Australia         | 89        |
| Portogallo        | 178       |
| Classifica (2022) | Posizione |
| Australia         | 41        |
| Lituania          | 70        |
| Nuova Zelanda     | 23        |